# Ghigo Agosti
Arrigo Riccardo Agosti, detto Ghigo (Milano, 10 luglio 1936 – Castana, 27 maggio 2024), è stato un cantante, compositore e musicista italiano.
Considerato dalla critica come uno dei pionieri del rock italiano, Ghigo fu tra i primi musicisti ad introdurre in Italia i generi musicali del rhythm'n'blues e rock and roll. Divenne particolarmente noto per aver scritto e pubblicato la canzone a tema omosessuale Coccinella (Primary, 1959), in un momento storico in cui l'argomento era considerato tabù. Fu proprio questa canzone che venne considerata, negli anni successivi, uno degli atti di nascita della musica rock italiana. Figura di spicco del movimento dei cosiddetti "Urlatori", tra gli anni '60 e '70 usò anche gli pseudonimi di Richard Gosty , Mister Anima, Rico Agosti e Probus Harlem.

## Biografia

### Gli anni giovanili
Arrigo Riccardo Agosti nacque a Milano il 10 luglio 1936. Durante l'infanzia studiò la fisarmonica, strumento che però lasciò presto per il pianoforte. A dieci anni fu attratto dal blues e dallo swing e, grazie al cugino Paolo Tosi (ex direttore della Decca London Italiana), ottenne alcuni dischi di importazione di Lionel Hampton, Louis Jordan, Count Basie, Golden Gate Quartet, George Shearing, Stan Kenton, Julie London, Nat King Cole e altri artisti di colore. Sviluppoò così un interesse per le sonorità basate su effetti ritmici, riff ossessivi e improvvisazione.
Con un repertorio di cover americane, nel 1952 mise insieme un quartetto jazz con al sax Paolo Tomelleri ed esordendo al Centro Ebraico di Milano presso cinema Sant'Eustorgio.

### 1954-1958: Ghigo e gli Arrabbiati
Nel 1954, ispirato a una versione di Bing Crosby, presso lo studio di Paolo Tosi registrò una reinterpretazione orchestrale di Georgia on My Mind (autore Hoagy Carmichael), ma la Decca non ebbe interesse a produrre una cover americana fatta da un italiano. Il singolo fu riesumato e allegato nel 1963 alla Nuova Enigmistica Tascabile (NET). Sempre nel 1954, con l'esordiente chitarrista Giorgio Gaber, al Moto Club di Milano formò il gruppo "Ghigo e gli arrabbiati", esordiente nell'anteprima del Festival Jazz di Milano. Agosti affinò così la sua preparazione musicale con amici jazzisti come Enrico Intra, Lelio Lorenzetti, Lino Patruno, Ezio Leoni, Nando De Luca, Ernesto Villa e Fausto Papetti. Dal 1954 al 1956, gli "Arrabbiati" di Agosti e Gaber apparvero in locali milanesi fra i quali Il Tricheco, Taverna Messicana, Arethusa e il Derby. Nel 1956 lasciò gli studi per la musica.
Al pianoforte eseguì un certo numero di canzoni che gli procurarono una certa popolarità nei gruppi giovanili di Milano; fra queste, Stazione del blues (scritta nel 1951, evoluta in Stazione del rock nel 1955), la maccheronica Coccinella (non ancora incisa), Bocciato agli esami di riparazione (proposta all'urlatrice Brunetta), e le non incise La Gufa, Il Grillo e la Formica, Jenny Jenny Jenny (adulterazione di Jenny Take a ride), cover di Louis Jordan, Little Richard (suoi virtuali maestri canori), Chuck Berry, Jerry Lee Lewis e sonorità ispirate alle big band. Gli "Arrabbiati" in realtà non ebbero una formazione stabile, ma ebbero un alternarsi di artisti, come i chitarristi Ricky Sanna (più tardi in arte Ricky Gianco), il bassista Guidone e il batterista Tony Cicatiello.
Il 18 maggio 1957 Agosti fu ospite al primo festival del rock'n'roll Trofeo Oransoda, evento patrocinato dalla Democrazia Cristiana con sponsor Oransoda, tenutosi al Palazzo del Ghiaccio di Milano e organizzato dal ballerino Bruno Dossena (3 volte campione del mondo); l'evento divenne noto anche per l'esordio di Adriano Celentano con i Rock Boys.
Ghigo cantò Caldonia di Louis Jordan (ritenuto da Agosti suo grande ispiratore e primo vero rocker americano). Fu l'ultima volta che Gaber suonò con Agosti perché il primo proseguì poi la sua carriera con Enzo Jannacci. Il festival fu vinto dal Dossena Rock Ballet, accompagnato dalla Original Lambro Jazz Band, a cui seguirono i "Celentano and his Rock Boys". Erronee citazioni dell'assegnazione del Trofeo Oransoda furono pubblicate dalla Curcio Editore e altri editori; il festival fu destinato ad una gara di ballo di rock and roll a cui partecipò la Nazionale francese di ballo acrobatico. Cantanti e band furono ospiti del festival, che in data 20 maggio 2008, fu commemorato per la 2ª volta al Memorial Bruno Dossena al Dancing Apollo di Milano; organizzatore Michele Longo, presidente dell'associazione Happy Days, dove fu consegnata la targa di riconoscimento ai vincitori del 1957, quali Lilli Napoli e Giancarlo Gatti, ballerini superstiti del Dossena Rock Ballet.
Fece poi alcune rare apparizioni al Santa Tecla nel 1958, con jam formate da musicisti presenti nel club anche occasionalmente. Nel locale, frequentato tra gli altri da Gian Franco Reverberi, Giorgio Gaber, Ricky Gianco, Enzo Jannacci e Adriano Celentano, si esibivano abitualmente formazioni jazz, come la "Milan College Jazz Society" e il "Gianni Basso-Oscar Valdambrini quintett". Dal 1959 le serate ufficiali proseguirono poi per diversi anni con l'orchestra di Bruno De Filippi e la formazione di Enrico Maria Papes (batteria), Giacomo Di Martino (chitarra), Sergio Di Martino (basso), che nel 1963 andarono a formerare I Giganti. Tra Agosti e questi nacque una grande amicizia con Mino Di Martino e Francesco Marsella. Il 19 febbraio 1960 Agosti partecipò al festival "Stracortina" (Cortina D'Ampezzo); fu premiato con Giorgio Gaber, Umberto Bindi, Marino Barreto, Miranda Martino e il Quartetto 2 + 2.
Coccinella fu scritta nel 1956 e incisa nel 1957. Agosti propose al maestro Piero Soffici il brano ma, dopo l'incisione, alcuni timori di censura indussero il produttore Gianbattista Ansoldi ad un ripensamento. La prudenza del produttore comportò due anni di attesa di tempi più maturi per il pubblico. L'uscita ufficiale di Coccinella avvenne nel periodo autunnale del 1959 con migliaia di copie destinate al juke-box.
Il presentatore Rai Mario Riva invitò Agosti in tv a Il Musichiere nel 1959, dove condivise il palco con altri urlatori, quali Mina (Baby Gate), Brunetta, Tony Dallara, Guidone e altri. Nel 1960 la canzone Coccinella passò dal juke box ai negozi di dischi. Il disco vendette in Italia oltre 1 milione di copie (dato Peer Southern Music, label proprietaria dei diritti editoriali).

### Coccinella e Stazione del Rock

Ghigo e i ribelli a Roma (1961)

Agosti fu censurato dalla commissione Rai, che scoprì un'ispirazione alla parigina "Madame Coccinelle", un'artista transessuale francese che nel 1958 si sottopose a un intervento chirurgico per cambiare sesso. A complicare ulteriormente la situazione fu l'arrivo a Milano nel 1960 proprio di Madame "Coccinelle": la censura Rai colpì ancora l'artista sulle canzoni Banana frutto di moda, Bella ragazzina di Verona e Dai fa la brava (non scritta da Agosti, costretto dall'editore a cantarla), tutti brani considerati "equivoci" per i doppi sensi presenti nei testi. Tuttavia, secondo l'artista (dal libro La felicità costa un gettone), il motivo della censura non fu legato al testo delle sue canzoni, ma al suo modo di cantare non accettato da professori Rai che giudicarono l'interpretazione canora non consona allo standard musicale di radio e TV. Radio e televisione non furono più accessibili ad Agosti, a cui rimase stampa, juke box, festival e tour. Questo rock and roll fu giudicato nel 2005 da Radio RAI 2 tra i 10 migliori brani italiani del Novecento; quando il disco esordì, sul retro apparve Stazione del Rock, la cui prima registrazione (c/o studio di Paolo Tosi) avvenne nel 1955, con incisione su vinile del 1957. Coccinella trovò ampia distribuzione sul mercato francese e spagnolo nel 1961 e in Italia con la 2ª edizione Coca-Cola. Il brano divenne noto e suonato in tutto il mondo, con versioni ad opera di svariati artisti di ogni nazionalità, come Juan Alegre che pubblicò nel 1960 Coccinella rititolandola Jo te quiero, Paul White (UK), in seguito in Italia il rocker Guidone, Enzo Maugeri, Pino Donaggio, Ivan Cattaneo in Italian Graffiati (1981), Giulio Todrani (padre di Giorgia), dal 1992 al 2007 altri artisti italiani: il gruppo catanese Francois e le coccinelle (che prese il nome proprio dalla canzone), gli Spot Band, Mauro Tallevi, The Sweaters, Little Taver and his crazy alligators e un'emblematica celebrazione nel film Radiofreccia di Ligabue del 1998. Da un punto di vista storico, Coccinella e Stazione del Rock furono due brani considerati pionieristici; diversi esperti del settore, critici e collezionisti del vinile infatti, videro in queste due canzoni l'inizio del rhytm'n'blues e rock'n'roll della storia italiana e forse europea.
Il suo stile fu caratterizzato da una voce impetuosa, densa di frenesia, e da una forte presenza scenica (riduceva a brandelli le sue camicie, si muoveva come un contorsionista, scendeva dal palco scatenando la folla). Durante i festival si impadronì del palco con improvvisazioni vocali e jam session. All'avanguardia nel mercato discografico italiano, si prodigò in più generi, dal Rock and roll al Blues Scalogna e carcere, il cha cha cha Banana frutto di moda, il ballad Solo con me, il Twist Baby Twist Me e il Tango rock Non avrei mai creduto. Forte fu la vendita dei dischi, mirata ai vertici delle classifiche; fra i suoi successi vi furono i R&R Coccinella, Allocco tra gli angeli e No al Demonio, il R&B Stazione del Rock, Conosco Jenny, il soul di Non voglio pietà, il beat Ciao e l'Orsacchiotto nero e lo sperimentale James Brown dice io dico. 
Dal 1959 al 1969 svolse tours, serate e manifestazioni come il Festival dell'Urlo (prodotto da Agosti), della Canzone (1960 in poi), del Juke Box (1961 in poi), del Twist (1963), del Rock'n roll (dal 1957 al 1961), ad eccezione del Cantagiro e del Festival di Sanremo che mai lo ospitarono.

### 1960-1963: Il Partito estremista dell'urlo

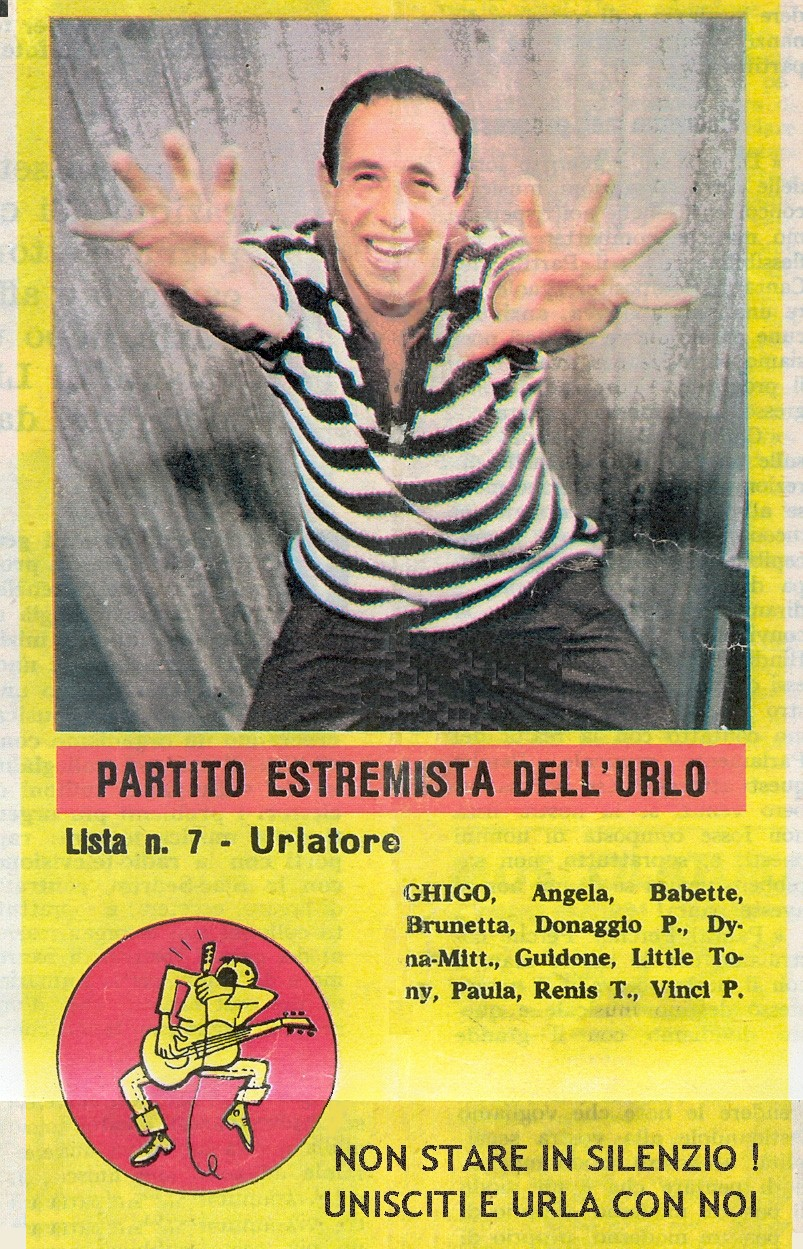
Manifesto del Partito dell'Urlo - 1960

Nel 1960, con una fazione di urlatori sovversivi, istituì il Partito estremista dell'urlo, finalizzato a contrapporsi ai cantanti melodici e alla politica canora della RAI.
Con questi alleati, organizzò fino al 1963 edizioni del Festival dell'Urlo, live senza competizione e senza vincitori né vinti. I primi urlatori aggregati a Agosti furono: Brunetta, Guidone, Little Tony, Babette e Tony Renis. Dal 1961, la compagine si ampliò con Dyna Mitt, Lidia La Gatta, Fausto Denis, Jerry Pryel, Fred Ciclone, Cucciolo Di Lernia, Joe Tornado, Riki Sanna, Rik Valente, Angela, Fred Ciclone, Pino Donaggio, Paula, Pino Vinci e Clem Sacco.
Tali urlatori seguirono Agosti in edizioni del festival del juke-box, prodotto da Agosti.
Agosti fu anche un precursore del rock demenziale con l'amico Clem Sacco; l'ispirazione sul genere gli nacque durante l'adolescenza, assimilando spunti demenziali da film di Alberto Sordi, ritenuto dall'artista l'inventore del genere. Il primo demenziale fu Banana frutto di moda (1960), seguito dal rock'n roll No! al demonio, dal blues rurale Scalogna e carcere (1961) e Tredici vermi col filtro (ispirata al famoso scandalo di sigarette avariate, 1962). Fece molto discutere il demenziale Banana frutto di moda considerato concupiscente; inedito, fu presentato nel 1959 al Festival di San Severino Marche (presente Brunetta, in anagrafe Mara Pacini) e al Teatro Orfeo di Milano, sotto la direzione del maestro Piero Soffici (padre di Roberto Soffici). Erronea datazione del brano fu pubblicata sull'Enciclopedia del rock italiano; il disco fu presentato al Festival "Sei giorni della canzone" di Milano nel 1960, ove Agosti (con Allocco tra gli angeli) si classificò primo in prima serata, secondo nelle seguenti e terzo nell'ultima.

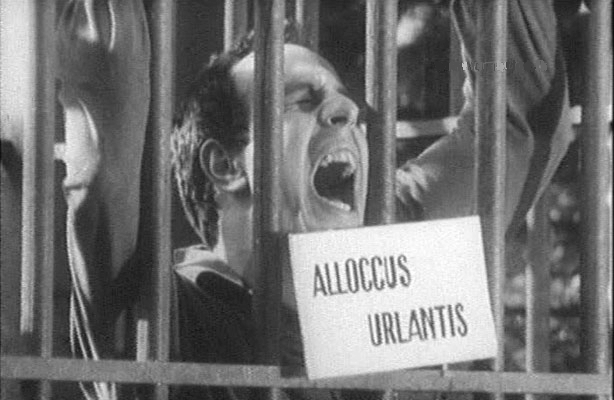
Agosti mentre canta Allocco tra gli angeli.

Nel 1960 Agosti scrisse per l'esordiente Fred Bongusto Bella bellissima; Nel 1965 Una cosa di nessuna importanza per Nicola Di Bari e Se amo un ragazzo cantata da Ketty. Nel 1960 altri due videoclip, Coccinella (estratto dal Musichiere) e Rock lo scatenato, primo Carosello rock con Agosti prigioniero in gabbia e costretto a bere la terapeutica camomilla Bonomelli. A Roma nel 1961, accompagnato dal gruppo de I Ribelli, trionfò al Festival rock'n roll in una performance interrotta dai vigili urbani, evento conservato dall'Istituto Luce.

### 1964-1968: Ghigo e i Goghi - Mister Anima - Rico Agosti
Primo bassista Iccio Cappetti dal 1964 al 1966, nel periodo d'oro del beat, occupò le scene alternative con la band "Ghigo e i goghi", formazione live che dal 1964 al 1969 lo accompagnò con artisti come: Ricky Gianco (chitarra), Roberto Frizzo (chitarra), Gilberto Ziglioli (chitarra), Beppe Panzironi (batterista poi dei Balordi) e Claudio Corazza. Con i Goghi, durante il 1966 svolse nella penisola una lunga tournée insieme al cantante Antoine.

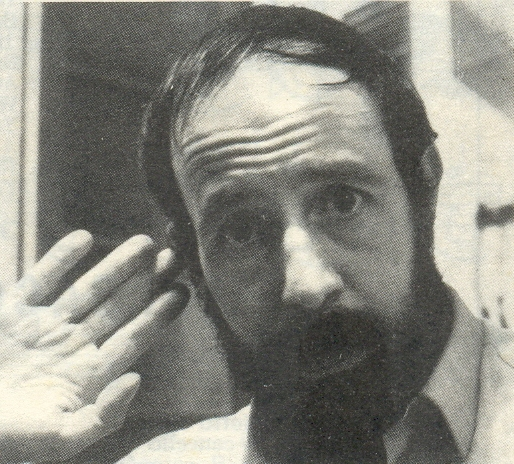
RICO 1968

Mister Anima fu un altro pseudonimo usato da Agosti, creato dal grafico, disegnatore e pittore milanese Mario Moletti che realizzò anche la copertina del 45 giri Non voglio pietà incisa nel 1966 per la Bluebell. In questo disco Agosti cantò con un finto accento americano. Nel 1967 fu intervistato a Viareggio da diversi giornalisti, che invano tentarono di scoprire chi si celasse sotto le sue spoglie. Nelle sue esibizioni dal vivo, Mister Anima utilizzava una voce negroide, travestendosi con un saio. Il mistero ebbe fine al "Festival delle Rose" del 1967. quando per esigenze televisive, gli fu imposto di dichiarare il suo vero nome.
Nei negozi di dischi e nei juke box apparve anche con un altro pseudonimo e cantò L'orsacchiotto nero (presentato in gara a Un disco per l'estate 1968) e lo spiritoso dixieland La Boutique, brani abbastanza gettonati nel 1968.
I brani andarono sul mercato francese con la versione Ourson noire e negli Stati Uniti / Gran Bretagna con le versioni Small Black Bear / The Boutique.

### 1968-1970: tra Probus Harlem e teatro d'avanguardia

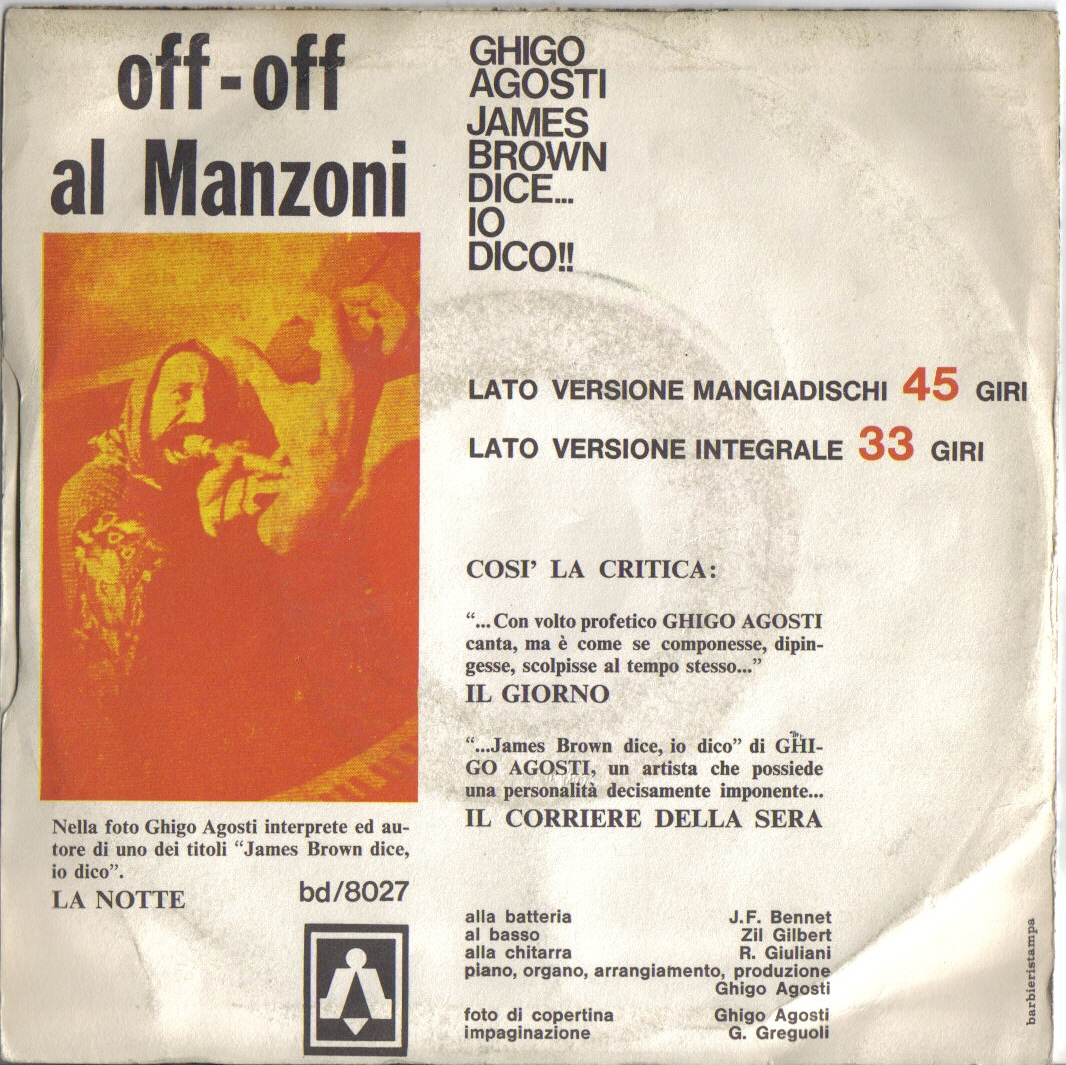
Retrocopertina del 7" James Brown Dice...Io Dico!!

Nel 1968 vi fu un nuovo cambio di immagine con lo pseudonimo "Probus Harlem" su due 45 giri, strizzando l'occhio ai Procol Harum e al duo Sam & Dave. Vi furono rivisitazioni di A Whiter Shade Of Pale e Homburg e i brani Love, drug and sex e Hold I'm coming (variazione di Hold on I'm coming di Sam & Dave) con una discreta vendita discografica all'estero. Il suo stravagante look fu adornato da un innocuo serpente chiamato "Pippo" che lo accompagnò fino al successivo cambio di immagine, da "Ghigo Agosti" a "Black Sunday Flowers".
Nel 1969 trionfò allo spettacolo multimediale "Off-Off" al teatro Manzoni di Milano con il brano James Brown dice... io dico!!!. Per durata e struttura, fu letto come esperimento nel rock psichedelico, ottenuto rivisitando It's a Man's, Man's, Man's World di James Brown. Rovesciò l'etica del testo originale in una teatrale interpretazione di protesta. Nel tempo delle trasformazioni sonore, si rivelò innovatore del "teatro d'avanguardia"; la sua creatività durante gli show creò fusione tra musica e teatro ed elementi che richiamarono l'attenzione di alcuni attori teatrali, tra i quali Vittorio Gassman (da Doppio Manifesto N°67 del 1969).

### 1971-1974: Black Sunday Flowers
Ultima formazione dal 1971 al 1974: il trio "Black Sunday Flowers", Agosti (voce-organo), i musicisti J.F. Bennet (pseudonimo di Gianfranco Dapieve, batteria) e Paul White (basso) che coronarono un repertorio sperimentale jazz/rock progressivo e improvvisativo. Tali sonorità lo portarono a festival alternativi: Festival di Re Nudo (parco Lambro 1974), e successivi tributi al festival di Woodstock, anche a distanza di molti anni, come nel 1998 alla 3 giorni Fuori dal Mondo sulle alture di Genova. I Black Sunday Flowers pubblicarono un solo 45 giri prodotto dalla Bla Bla, avente a lato B Hot Rock e lato A Madness, jazz rock di contaminazione soul stile 007; il disco però non rispecchiò l'identità del trio, presentando dal vivo un repertorio jazz rock progressivo strumentale.

### Collaborazioni
Divise il palco con artisti internazionali, prima con Jimi Hendrix (Piper di Milano 1966), poi dal 1968 al 1974, Elton John (Palasport di Genova), Isaac Hayes (Teatro Alcione di Genova) e altri artisti stranieri; suonò insieme a musicisti come il bassista Livio Sanfilippo, il chitarrista Roberto Giuliani e il batterista Sandro Lorenzetti, fondatori della progressive band dei Maxophone nel 1973. Nel 1971 fu chiamato da Pino Massara a siglare con Madness il motivo principale dell'omonimo film Madness gli occhi della luna di Cesare Rau (con lo pseudonimo di Black Sunday Flowers); nel 1980 fu protagonista di un episodio RAI Lezione di italiano.

### Abbandono delle scene, fotografia e giornalismo
Verso il tramonto della sua attività musicale, nel 1969 iniziò l'attività fotografica. Dal 1970 la Virgin lo assunse per servizi fotografici in Italia e Regno Unito, dove legò con artisti importanti; tra i primi i Gong di Daevid Allen. Nel 1974 abbandonò definitivamente le scene.
A partire dal 1974 sviluppò anche l'attività giornalistica in molte direzioni: moda, cronaca nazionale, teatro, salute, medicina, sport, mistero, scienza, società, medicina e religione. Lavorò su copertine e recensioni per case discografiche fondando un'agenzia foto-giornalistica.

### 1988-in poi: Il ritorno alla musica degli anni novanta
Nel 1988 la Toast Records di Giulio Tedeschi inserì una canzone di Mister Anima, Non voglio pietà, nella compilation Oracolo, dedicata ai vecchi e ai nuovi artisti rappresentativi della psichedelia italiana. Nel 1990 Agosti rientrò sulle scene al Roxy Bar di Red Ronnie che lo ospitò più volte per celebrare gli anniversari degli anni cinquanta e sessanta. Nel periodo, la On Sale Music Records di Italo Gnocchi promosse in diverse compilation hit storiche di Agosti.
Nel 1992 le canzoni Madness e Hot Rock furono raccolte nella compilation rock-psichedelica Tarzan prodotta da Pino Massara della Bla Bla. Di rilievo fu poi il cd del 1993 Gli avanzi di Ghigo prodotto dalla Peer Southern, una raccolta di vecchie hit e nuove canzoni. Nel 1994 la canzone Coccinella venne inserita nella compilation Balliamo prodotta da Pino Donaggio. Su vinile 33 giri La cosa (1995-Musicando), opera prog-sperimentale di Agosti. Poi il doppio Cd del 1996 Frammenti di preghiera (Musicando), opera sperimentale religiosa, con salmi musicati e recitati.
Fino al 2007 vi furono altre incisioni a carattere religioso: i due Cd Preghiere semplici e Risveglio in preghiera, L'esperimento mix di inediti prog-sperimentali (anni novanta), il Cd Ghigo Coccinella con nuove canzoni e hit d'epoca modificate al computer. Poi May Gaar con grandi classici jazz della sua adolescenza con Roberto Frizzo, ai tempi chitarrista dei Ghigo e i goghi.
Nel 2010 la sua canzone Allocco tra gli angeli fu inserita nella colonna sonora della seconda edizione di Tutti pazzi per amore (nel finale della puntata del 25 aprile).

## Discografia

### Singoli

#### Ghigo e gli arrabbiati
- 1959 - Coccinella/Stazione del rock (Primary CRA 91782 - 1ºed.Juke Box, 7")
- 1960 - Coccinella/Stazione del rock (Peer southern-Primary 2ºed.CRA 91782 Usa-Uk-Ita-Fra-Spa, 7")
- 1960 - Allocco tra gli angeli/Banana (frutto di moda) (Primary CRA 91797, 7")

#### Ghigo
- 1961 - No! Al demonio/Scalogna e carcere (lettera a Giuseppe) - (Primary CRA 91797, 7")
- 1961 - Si titubi, tu titubi/Tredici vermi col filtro - (Primary CRA 91812, 7")
- 1962 - Babe twist me/Peppermint Twist - (Ri-Fi, 7")
- 1962 - Bella ragazzina di Verona/Solo con me/Dai fa la brava - (EP Primary CRA 91913, 7")
- 1963 - Georgia on my mind (Net - Ri-Fi, 7")

#### Ghigo e i Goghi
- 1964 - Ciao/Conosco Jenny/Non avrei mai creduto - (Disco tris Fantasy FS 1007, 7")
- 1965 - I'Got you/Memphis Tennessee - (inedito) - Musicando) 33giri 1995
- 1966 - In the midnight hour/Sunny afternoon - (inedito) - Musicando 33giri 1995
- 1967 - Day dream/Out side - (inedito) - Musicando 33giri 1995

#### Mister Anima
- 1966 - Non voglio pietà/Solitude time - (Bluebell BB 3174, 7")
- 1967 - La mia passeggiata/L'attrazione - (Bluebell BB 3185, 7")

#### Probus Harlem
- 1967 - A whiter shade of pale/Hold I'm coming - (Bluebell BB 3182, 7")
- 1967 - Homburg/Love,drug and sex - (Bluebell BB 3191, 7")

#### Rico Agosti
- 1968 - L'orsacchiotto nero/La Boutique - (Melody MD 603, 7")
- 1968 - The boutique/Small black bear - (Melody MD 603, A - versione Usa e Uk, 7")
- 1968 - Ourson noire/La Boutique - (Melody MD 603, B - versione francese, 7")

#### Ghigo Agosti
- 1969 - James Brown dice...io dico!!!/Io dico!!!! (parte seconda) - (Belldisc BD 8027, 7")

#### Black Sunday Flowers
- 1971 - Madness/Hot rock - (Bla Bla BBR 1308) (Usa-Uk-Italia, 7")

### EP
- 1961 - Coccinella/Stazione del rock/Coccinella/Why wait (Coca Cola - CC 7; lato B cantato da Juan Alegre)
- 1961 - Banana (frutto di moda)/Coccinella/Stazione del rock/Allocco tra gli angeli (EP President AK308; pubblicato solo in Francia).
- 1963 - Bella ragazzina di Verona/Solo con me/Dai fa la brava - (EP Primary CRA 91913)
- 1962 - Tredici vermi col filtro/Si titubi, tu titubi/Allocco tra gli angeli/Banana(frutto di moda) - (EP Primary 5005).

### Album in studio
- 1954 - Georgia on my mind (autoproduzione – 78 giri)  come Ghigo e orchestra
- 1995 - Coccinelle, banane e altre storie (Musicando, LP)
- 1995 - La Cosa (prog-sperimentale) (Crotalo, LP)
- 1995 - Ghigo e i Goghi (inediti 1965-67) (Musicando, LP)
- 1993 - Gli avanzi di Ghigo (Peer Southern-Panarecord, CD)
- 1996 - Frammenti di preghiera (Musicando, CD)
- 1998 - Ghigo Coccinella (DV More Record, DV 6268, CD)
- 2001 - Preghiere semplici (autoproduzione, CD)
- 2003 - Risveglio in preghiera (autoproduzione, CD)
- 2006 - May Gaar (autoproduzione, CD)
- 2007 - Pallino blu (autoproduzione, CD)
- 2007 - Space Sarah (autoproduzione, CD)

### Raccolte
- 2007 - Ghigo, gli Arrabbiati e i Goghi (antologia 1954-1964)[7]
- 2007 - Goghi, Mister Anima, Rico & Black Sunday Flowers (antologia 1965-1971) (Pamgap, CD)[7]
- 2007 - La Ghigonda ancestrale (antologia 1993-2007) CD[7]
- 2007 - Super Live (antologia live 1994-2000) CD[7]
- 2007 - L'esperimento (antologia sperimentale 1993-2007) CD[7]

## Colonne sonore
- 1971 - Madness - Gli occhi della luna

## Filmografia

### Televisione
- 1961 - Rock lo scatenato carosello
- 1969 - James Brown dice... io dico!!
- 1980 - Lezione di italiano serie televisiva

### Videoclip
- 1960 - Coccinella, clip, musiche
- 1960 - Attenzione alle banane, clip, musiche
- 1961 - Animali per cantare, clip, musiche
- 1967 - La mia passeggiata, clip, musiche

### Altro
- 1961 - Festival romano del Rock'n roll, musiche